# Suzanne Chaigneau
Suzanne Chaigneau (14 giugno 1875 – 13 aprile 1946) è stata una violinista e docente francese.

## Biografia
Suzanne Chaigneau era figlia del pittore Ferdinand Chaigneau. Suzanne trascorse i primi anni a Barbizon e a Parigi, ricevendo la sua prima formazione musicale da sua madre. Studiò poi con Charles Lamoureux (violino) e Camille Chevillard (musica da camera). Con le sorelle Marguerite (violoncellista) e Thérèse (pianista), formò nel 1895 il Trio Chaigneau il quale tenne il concerto inaugurale a Parigi nello stesso 1895. Joseph Joachim, dopo averle ascoltate a Parigi, le invitò a suonare in Germania. Nel 1910 Chaigneau sposò il figlio di Joseph Joachim, ufficiale dell’esercito tedesco. La coppia ebbe una figlia, Irène, la quale divenne famosa come cantante.
Con lo scoppio della prima guerra mondiale, Suzanne fu costretta a rimanere a Berlino, e nel 1917 il marito morì di tubercolosi. Tuttavia riuscì a continuare l’attività musicale che la portò in contatto con Wanda Landowska e Carl Flesch. Fu soltanto nel 1920 che Suzanne fu in grado di ritornare a Parigi. Vi insegnò e nel 1924 fondò con Lucien Capet l’Institut moderne du violon. Chaigneau divenne critico musicale del quotidiano tedesco «Berliner Tageblatt», firmando i suoi articoli ‘S. Francoeur’.

## Opere

### Libri
- Aperçus modernes sur l’Art d’étudier: suivis des 20 exercices quotidiens essentiels à l'entretien et au développement de la technique du violon, Avant-propos par Fritz Kreisler et Lucien Capet, Parigi, M. Eschig, 1924; New values in violin study: illustrated by twenty essential daily exercises for maintaining and developing the higher violin technique,  New York, G. Schirmer, 1927

### Traduzioni
- Novalis, Journal intime. Suivi de Hymnes à la joie et de Maximes inédites. tradotto dal tedesco da Germaine Claretie et S. Joachim-Chaigneau. Introduzione di G. Claretie, Librairie Stock, Collection Le Cabinet Cosmopolite. Parigi 1927
- Albert Jarosy, Die Grundlagen der violinistischen Fingersätze, Berlin, Max Hesse, 1921; Nouvelle Théorie du Doigte (Paganini et son secret), tr. fr. Suzanne Joachim Chaigneau, Parigi, Eschig, 1924; A New Theory of Fingering, tr. en. Seymour Whinyates, Londra, Allen & Unwin, 1933
- Carl Flesch, Die Kunst des Violinspiels, 1923; L’Art du Violon, tr. fr. Suzanne Joachim Chaigneau, Parigi, Eschig, 1926
- Ferdinand Küchler, Lehrbuch der Technik des linken Armes : Violine; The technique of the left arm : a tutor; tr. fr. Traité de la technique violonistique du bras gauche, tr. fr. Suzanne Joachim Chaigneau, Lipsia, Hug, 1931